# Torre Phelps
La Torre Phelps (conocida anteriormente también como Torre Phillips y Torre Nescafé) es un rascacielos de oficinas ubicado en la urbanización Los Caobos y el sector Plaza Venezuela, en Caracas, Venezuela.
Es uno de los rascacielos emblemáticos de la Urbanización Los Caobos, en los alrededores de la céntrica Plaza Venezuela. Su construcción comenzó en 1965 y finalizó en 1968, consta de 30 plantas y tiene una altura de 100 metros. 
La torre destaca por haber tenido algunos anuncios luminosos en su azotea. A principios de la década de 1980, fue instalado su primer aviso luminoso con la inscripción Phillips (para hacer publicidad a la famosa marca de electrodomésticos), que en un principio era de color naranja y más tarde fue azul. En 1994, fue sustituido por el de cigarrillos Marlboro y en 2004, este fue cambiado y se instaló una enorme taza de la marca Nescafé, la cual tuvo que ser removida el 15 de octubre de 2010, debido a su gran tamaño y su gran peso, las autoridades confirmaron que la famosa taza era inestable y existía el riesgo de que cayera ante un sismo u otra clase de siniestro.
No debe confundirse con el Edificio Phelps ubicado en la Av. Urdaneta entre las esquinas de Veroes a Ibarras en el centro de Caracas.
En 2021, fue instalado el aviso de Redvital.

## Incendio
El 15 de julio de 2008, el rascacielos sufrió un aparatoso incendio a nivel del sótano debido a un fallo eléctrico, sin que hubiera víctimas.